# MicroRNA
MicroRNA (miRNA) is een vorm van niet-coderend RNA van 20 tot 25 nucleotiden lang en is onderdeel van de epigenetische mechanismen die de expressie van genen reguleren. In een meercellig organisme is het DNA in alle cellen hetzelfde en toch ontwikkelen ze zich in bijvoorbeeld spiercellen, levercellen en huidcellen. Om deze verscheidenheid te verkrijgen hebben dieren miRNA's waarbij het menselijk genoom voor meer dan 1000 verschillende miRNA's codeert.
De term miRNA werd in oktober 2001 voor het eerst geïntroduceerd in een drietal artikelen in het wetenschappelijke tijdschrift Science. De auteurs van deze artikelen, Victor Ambros en Gary Ruvkun, hebben in 2024 de Nobelprijs voor Fysiologie of Geneeskunde gewonnen voor hun ontdekking van miRNA's.
MiRNA behoort samen met siRNA (small interfering RNA) tot de RNA-interferentiemechanismen. MiRNA is complementair aan een stukje sequentie van één of meerdere mRNA's in het gebied 3' UTR. Door op deze plaats een dubbele streng met het mRNA te vormen wordt het aflezen (translatie) van het mRNA tegengehouden.
Het DNA-gedeelte dat codeert voor een miRNA is langer dan het miRNA en bevat ook een tegengesteld complement. Wanneer dit DNA wordt afgelezen in een enkelstrengs-miRNA vormt het miRNA met de complementaire gedeelten een dubbelstrengslus in de vorm van een haarspeld en vormt zo een primaire miRNA-structuur (pri-miRNA). Bij dieren knipt het celkernenzym Drosha het dubbelstrengs-miRNA, waarna het pri-miRNA door het draageiwit Exportine-5 uit de kern naar het cytoplasma wordt getransporteerd. Het RNAse III-endonuclease-enzym Dicer knipt 20 tot 25 nucleotiden van de basis van de haarspeld af en levert zo een afgewerkt miRNA af aan het RNA-geïnduceerd stiltecomplex (RISC). Het miRNA zal dan binnen het RISC als gids dienen voor argonaute eiwitten (met endonucleaseactiviteit) en zo de mRNA-translatie blokkeren of het mRNA degraderen.
Bij planten komt het Drosha-knipenzym niet voor en wordt pri- en pre-miRNA waarschijnlijk door het Dicer-enzym in de celkern gevormd en wordt het uiteindelijke miRNA door het exportenzym Exportin 5 naar het cytosol getransporteerd. Bij bacteriën zijn ook genen gevonden die de vorming van mRNA reguleren door de vorming van dubbele strengen, maar omdat bij bacteriën het Dicer-enzym ontbreekt wordt niet van miRNA's gesproken.

## siRNA
Bij planten voorkomt het dubbelstrengs-siRNA de vermenigvuldiging van virus-RNA, waarbij het mechanisme sterk lijkt op dat van het miRNA. SiRNA's kunnen ook plaatsen op het DNA methyleren, waardoor transcriptiefactoren niet meer kunnen aangrijpen op die plaatsen. Daarnaast inhibeert siRNA net zoals miRNA ook de translatie van mRNA.

## miRNA en kanker
MiRNA is ook betrokken bij sommige typen van kanker, door een gebrek of een teveel aan een bepaald miRNA.
Doordat miRNA de concentratie van bepaalde eiwitten in de cel bepaalt, kan kanker ontstaan door een overdreven onderdrukking van tumorsuppressorgenen of een gebrek aan onderdrukking van oncogenen: eiwitten zoals RAS en p53 spelen een essentiële rol in de regulatie van apoptose (gereguleerde 'zelfmoord' van de cel), het herstellen van DNA-schade en het reguleren van de celcyclus. Als de functie van deze eiwitten wordt geremd, dan kan de cel zich ongeremd gaan delen, wat uiteindelijk kan leiden tot het ontstaan van een lokale (goedaardige) tumor.